# Letefoho
Letefoho (Lete Foho, Lete-Foho, Letefuó) ist der Hauptort des osttimoresischen Verwaltungsamts Letefoho (Gemeinde Ermera). Portugiesische Kolonialbauten stehen hier zusammen mit traditionellen Hütten.
1936 wurde Letefoho von den Portugiesen in Nova Óbidos umbenannt. Doch der Name setzte sich nicht durch und einige Jahre nach dem Zweiten Weltkrieg kehrte man zum alten Namen zurück.

## Geographie

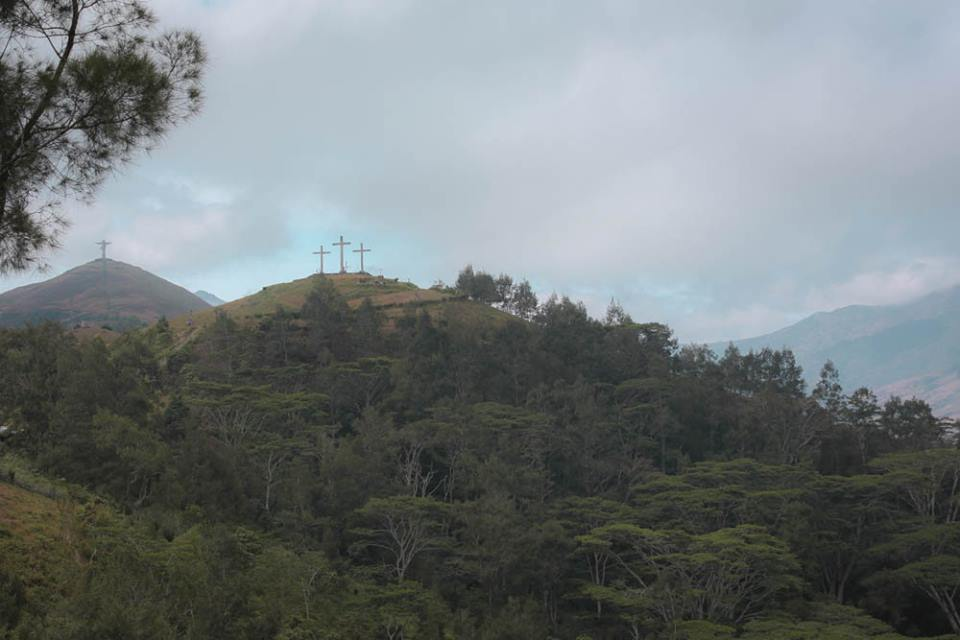
Christusstatue und Gipfelkreuze in Letefoho

Der Ort Letefoho liegt in einer Höhe von 1533 m über dem Meer im Suco Haupu. Der Ortsname bedeutet Bergspitze, entsprechend liegt Letefoho auf der Kuppel eines Hügels.  Zur Gemeindehauptstadt Gleno sind es von den Orten aus etwa 13 km in Luftlinie nach Norden, bis zur Landeshauptstadt Dili etwa 35 km nach Nordosten.
Letefoho musste nach der Gewalt um das Unabhängigkeitsreferendum von 1999 größtenteils wieder neu aufgebaut werden, meist mit einfallslosen modernen Bauten und kleineren traditionellen Elementen der Mambai-Kultur. Auch einige Bauten aus der portugiesischen Kolonialzeit sind noch zu finden. Die Kirche  Igreja de Nossa Senhora do Carmo dominiert den Ort mit einem Turm, dessen Spitze an zwei zum Gebet gefaltete Hände erinnert.
In Letefoho gibt es eine Vorschule, eine Grundschule, eine präsekundäre Schule (Escola Pre-Secondaria No. 705 Letefoho Villa/Haupu), ein Hubschrauberlandeplatz und ein kommunales Gesundheitszentrum.

## Geschichte

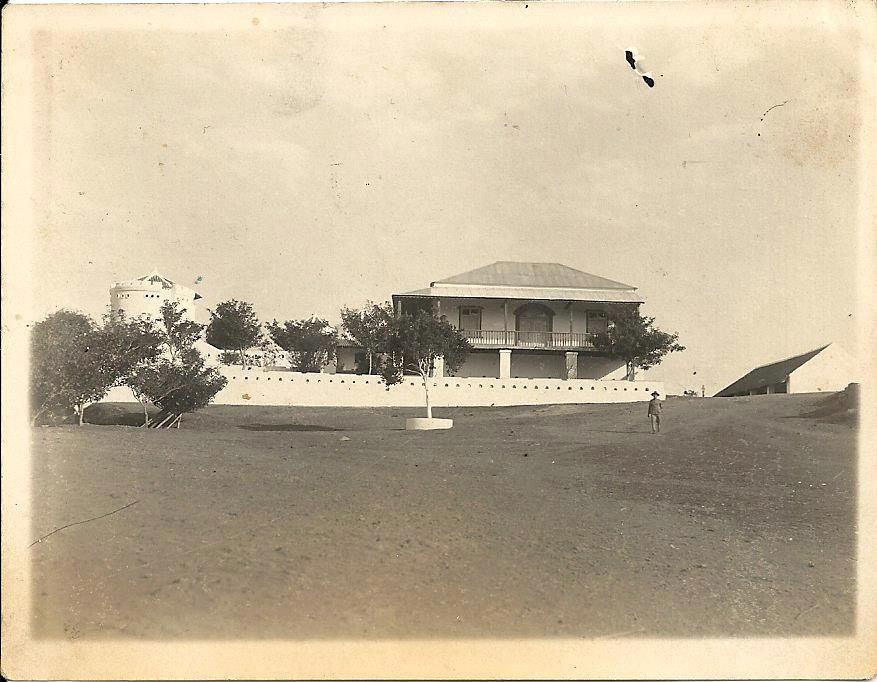
Tranqueira in Letefoho in den 1920er Jahren

Im Krieg von Manufahi wurde Letefoho als Verbündeter des rebellischen Manufahi am 26. Oktober 1900 von den Portugiesen eingenommen. 1903 scheiterte ein weiterer Aufstand Letefohos gegen die portugiesischen Kolonialherren.
Am 3. Mai 1976 erreichten das indonesische Bataillon 512 Letefoho. Im Ort und den benachbarten Dörfern begannen sie Menschen zu töten, weswegen die Zivilisten in die Wälder flohen. In Catraileten, am Fuß des Tatamailaus, entstand eine Widerstandsbasis (base de apoio), in der Tausende Zivilisten Schutz unter der FALINTIL suchten. Hier konnten sie Ackerbau betreiben und so ihre Grundversorgung sichern. Die Basis wurde am 18. Mai 1978 von den Indonesiern eingekreist und zerstört. Die indonesischen Streitkräfte beschossen die Basis mit Mörsern, Panzerfäuste und Artillerie. Flugzeuge bombardierten die Stellungen. Viele Menschen starben durch Landminen. Wer nicht fliehen konnte, wurde in den Ort Letefoho gebracht.
Diejenigen, die entkommen waren, flohen nach Lesemau, wo sie nur wenig Nahrung in den Wäldern fanden. Indonesische Flugzeuge versprühten Giftstoffe, die sich auf essbare Pflanzen legten und in das Trinkwasser gelangten. Etwa 400 Menschen starben, weil sie das vergiftete Wasser tranken oder Wildpflanzen aßen. Selbst Knollen, die 15 cm unter der Oberfläche wuchsen waren vergiftet. Von den Angehörigen der Aldeia Catrai Caraic starben alle bis auf eine Frau und ihre Enkelin. Die Überlebenden flohen weiter nach Hatulete (Suco Catrai Caraic). Dort wurden sie schließlich vom indonesischen Bataillon 512 und Angehörigen der Zivilverteidigung (Hansip) gefangen genommen. Die Gefangenen kamen in das Internierungslager in Letefoho.

## Persönlichkeiten
- Angélica da Costa (* 1967), osttimoresische Politikerin
- Domingos Maria Sarmento (* 1955), osttimoresischer Politiker